# Sporisorium polliniae
Sporisorium polliniae är en svampart som först beskrevs av Paul Wilhelm Magnus, och fick sitt nu gällande namn av Vánky 1983. Sporisorium polliniae ingår i släktet Sporisorium och familjen Ustilaginaceae.   Inga underarter finns listade i Catalogue of Life.